# تاتار-اولکانوو
تاتار-اولکانوو (انگلیسی: Tatar-Ulkanovo) یک شهرک در شهرستان تویمازینسکی استان باشقیرستان کشور روسیه است.